# Cordilura shatalkini
Cordilura shatalkini är en tvåvingeart som beskrevs av Ozerov 1997. Cordilura shatalkini ingår i släktet Cordilura och familjen kolvflugor. Inga underarter finns listade i Catalogue of Life.